# Michel Polnareff
Michel Polnareff (Nérac (Lot-et-Garonne), 3 juli 1944) is een Franse zanger en songschrijver die vooral in de jaren '60 populair was.

## Biografie
Polnareff werd geboren in een kunstminnende familie. Zijn moeder, Simone Lane, was danseres en zijn vader, Leib Léo Polnareff (Лейб Полнарёв), was een Russische Joodse immigrant uit Odessa en werkte ooit samen met Édith Piaf. Michel leerde piano en gitaar spelen voor hij professioneel muzikant werd. Zijn eerste single, La Poupée qui fait non uit 1966 ("De pop die nee zegt"), was meteen zijn grootste hit en werd meerdere malen gecoverd, onder andere door Mylène Farmer en Khaled in 1996. Het was Jimmy Page, gitarist van The Yardbirds en later Led Zeppelin, die gitaar speelde in het nummer.
Tot het begin van de jaren '80 had hij een grote populariteit in Frankrijk. Hij stond bekend om zijn opvallende voorkomen, steeds met een zonnebril en extravagante, modieuze showkostuums. Op het gebied van stijl waren de optredens van Polnareff te vergelijken met die van David Bowie.

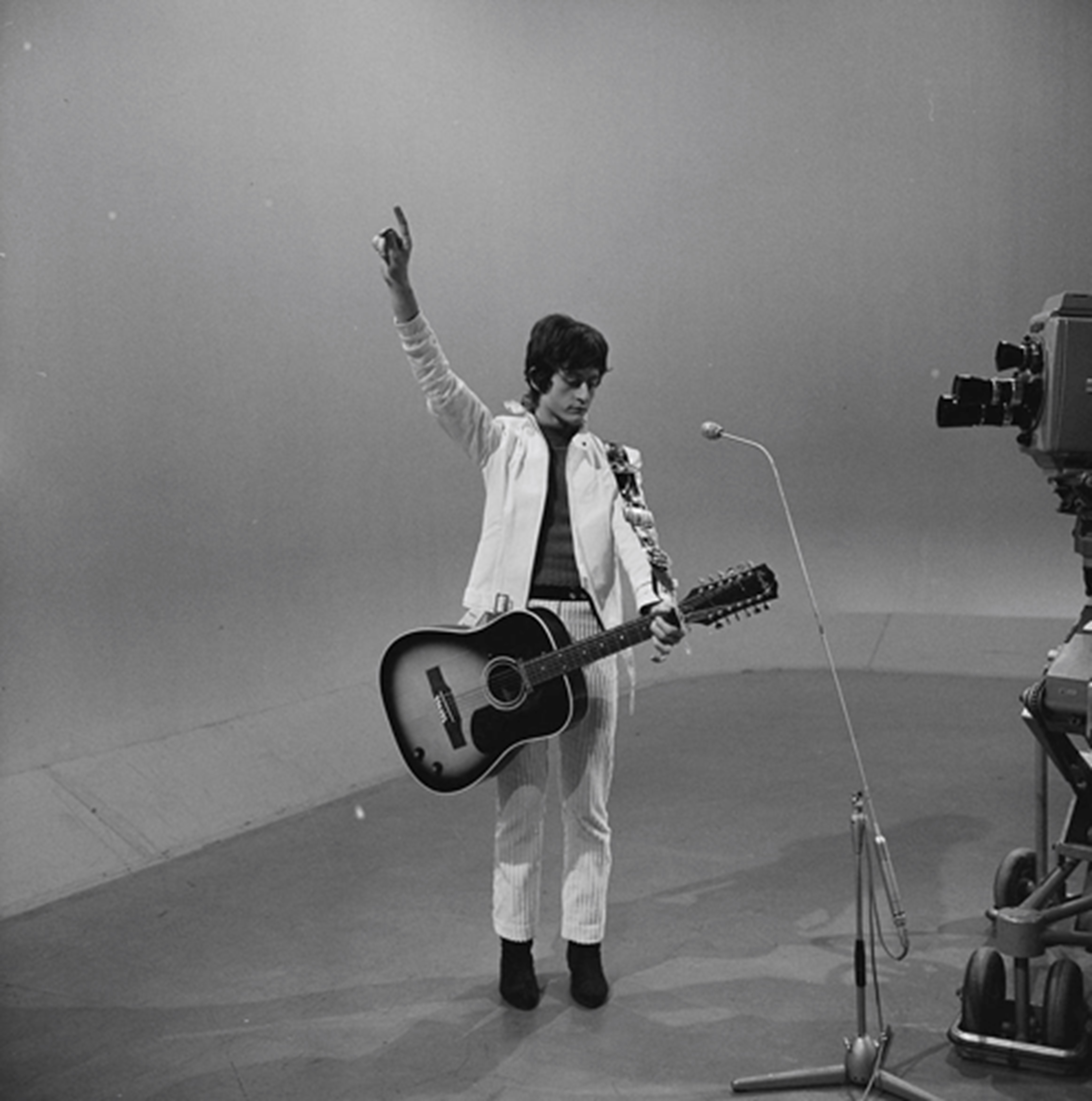
Polnareff in Fanclub, 1967
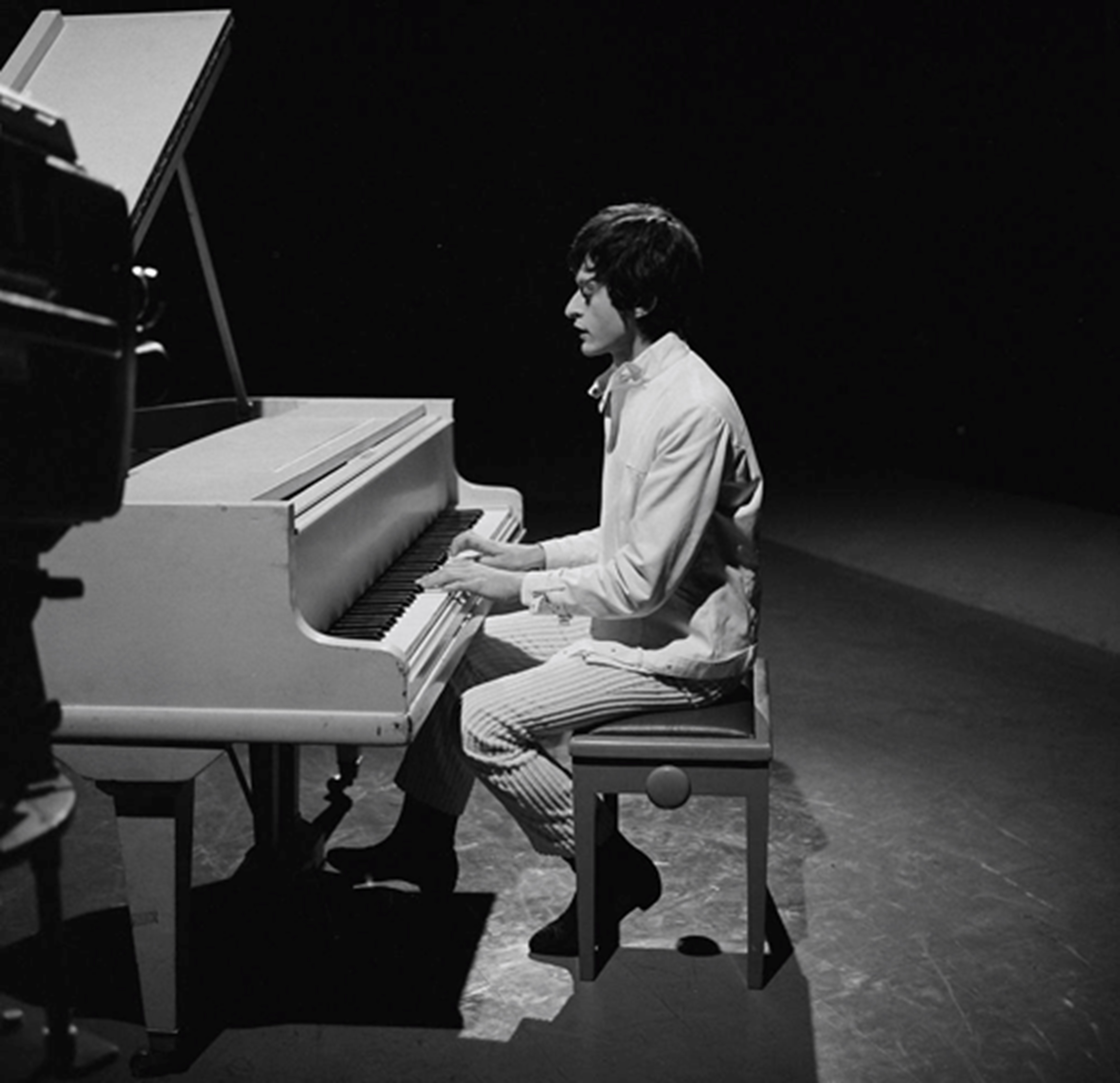
Polnareff in Fanclub, 1967

## Discografie

### Singles
| Single met eventuele hitnotering(en) in de Nederlandse Top 40 | Datum van verschijnen | Datum van binnenkomst | Hoogste positie | Aantal weken | Opmerkingen |
| ------------------------------------------------------------- | --------------------- | --------------------- | --------------- | ------------ | ----------- |
| La poupée qui fait non                                        | 1966                  | 25-06-1966            | 5               | 14           |             |
| L'amour avec toi/Love Me, Please Love Me                      | 1966                  | 03-09-1966            | 23              | 8            |             |
| Ta ta ta ta                                                   | 1967                  | 25-03-1967            | 8               | 9            |             |
| Ame Caline                                                    | 1967                  | 22-07-1967            |                 | tip          |             |
| Lettre a France                                               | 1977                  | 15-10-1977            |                 | tip          |             |

### NPO Radio 2 Top 2000
| Nummers met noteringen in de NPO Radio 2 Top 2000 | '99  | '00  | '01  | '02  |
| ------------------------------------------------- | ---- | ---- | ---- | ---- |
| La Poupée qui fait non                            | 1662 | 1179 | 1942 | 1884 |
| Love Me, Please Love Me                           | 1698 | 1508 | -    | -    |

1. ↑  Een '-' betekent dat het nummer niet was genoteerd en een vetgedrukt getal geeft de hoogste notering van een nummer aan.
2. ↑  Deze tabel is bijgewerkt tot en met de laatste editie (2024).

## Trivia
- In de Belgisch-Franse film Podium uit 2004, die draait rond een wedstrijd voor lookalikes van bekende artiesten, wordt het personage Couscous 'de beste Michel Polnareff-imitator van zijn generatie' genoemd.

- Bibsys: 13037962
- Biblioteca Nacional de España: XX857921
- Bibliothèque nationale de France: cb131793215 (data)
- Gemeinsame Normdatei: 12950582X
- International Standard Name Identifier: 0000 0000 7359 6862
- Library of Congress Control Number: no98027611
- MusicBrainz: 90330a83-5547-491e-b83c-d10858e6073f
- Bibliotheek van het Japanse parlement: 01222000
- Nationale Bibliotheek van Israël: 987007285020305171
- Nationale en Universitaire bibliotheek Zagreb: 000223261
- Nederlandse Thesaurus van Auteursnamen: 423377361
- SNAC: w6zs3h6g
- Système universitaire de documentation: 083488715
- Virtual International Authority File: 41980648
- WorldCat: E39PBJy8mQtggH3h4J98dPWCcP